# Djurgårdens IF Bordtennisförening
Djurgårdens IF Bordtennisförening är den sektionen för bordtennis inom idrottsföreningen Djurgårdens IF som är baserad i 
Stockholm. Herrlaget spelar idag i Division 3 - östsvenska nordvästra.
Svenska mästare: 
- 7 gånger på herrsidan
- 6 gånger på damsidan